# Trolla (montagne)
Trolla est une montagne située sur la commune de Sunndal dans le comté de Møre og Romsdal, en Norvège. Son pic le plus élevé, Store Trolla, d'une altitude de 1 842 m, est le point culminant du massif de Trollheimen. La montagne possède deux pics secondaires notables : Nordre Trolla (1 800 m) et Søndre Trolla (1 740 m).